# Мария Амели
Мадина Хетаговна Саламова (осет. Саламты Хетӕджы чызг Мадинӕ; род. 30 мая 1985, Орджоникидзе), более известная под псевдонимом Мария Амели — родившаяся в России норвежская писательница и блогер. Автор книги «Незаконный норвежец» о жизни нелегальных мигрантов в Норвегии. Незаконно проживала в Норвегии без документов в 2002—2011 годах. Была арестована, а 24 января 2011 года депортирована в Россию, что вызвало широкое обсуждение в СМИ Норвегии, России и других стран, а также многочисленные протестные мероприятия в Норвегии с требованием пересмотреть действующее законодательство. В мае 2011 года, после оформления соответствующих документов, Саламова вернулась в Норвегию.

## Биография
Родилась во Владикавказе (Северная Осетия), училась в городской гимназии № 5. В 1990-х годах семья Марии переехала в Москву.
В 2000 году Мария вместе с родителями уехала в Финляндию, где они безуспешно пытались получить убежище. в 2002 году они приехали в Норвегию и подали ходатайство о предоставлении вида на жительство, однако сразу получили отказ. Семья осталась в Норвегии без официального разрешения и продолжила писать прошения в миграционную службу. В последующие годы Мария, не имея документов и персонального регистрационного номера, смогла окончить школу и получить степень бакалавра в технологическом университете Тронхейма.
В 2010 году она опубликовала на норвежском языке книгу «Незаконный норвежец» (Ulovlig norsk) о жизни нелегальных мигрантов в Норвегии. В том же году еженедельный журнал «Ny Tid» назвал её «Норвежцем года».
В октябре 2010 года норвежские власти решили выслать девушку из страны в 90-дневный срок — 22 января. Перед депортацией она была арестована и помещена в приемник для иммигрантов.
МИД Норвегии заявил, что после высылки Мария сможет вернуться в Норвегию, если оформит разрешение на работу. Многие компании высказали желание принять Марию Амели на работу. В конечном итоге, 8 апреля 2011 года решение о предоставлении Марии разрешения на работу было норвежскими властями принято.
В начале мая 2011 года вернулась в Норвегию.